# Henry Eikhlein
Henry Eikhlein (ur. 23 czerwca 1960 w Painne Chaung) – birmański duchowny rzymskokatolicki, biskup Pathein od 2023.

## Życiorys
Święcenia kapłańskie przyjął 11 marca 1989 i został inkardynowany do diecezji Pathein. Po kilkuletnim stażu duszpasterskim został rektorem niższego seminarium w Mayanchaung, a w latach 1997–2009 pracował w seminarium w Rangun (w latach 2003–2009 kierował tą uczelnią). W 2009 został dyrektorem diecezjalnej Caritas, a w 2018 objął funkcję koordynatora dzieł społecznych w diecezji. Od 2021 tymczasowy administrator diecezji.
31 maja 2023 papież Franciszek mianował go biskupem diecezji Pathein. Sakry udzielił mu 25 sierpnia 2023 kardynał Charles Maung Bo.